# Église Saint-Alexandre-Nevski de Vilnius
 (septembre 2024).

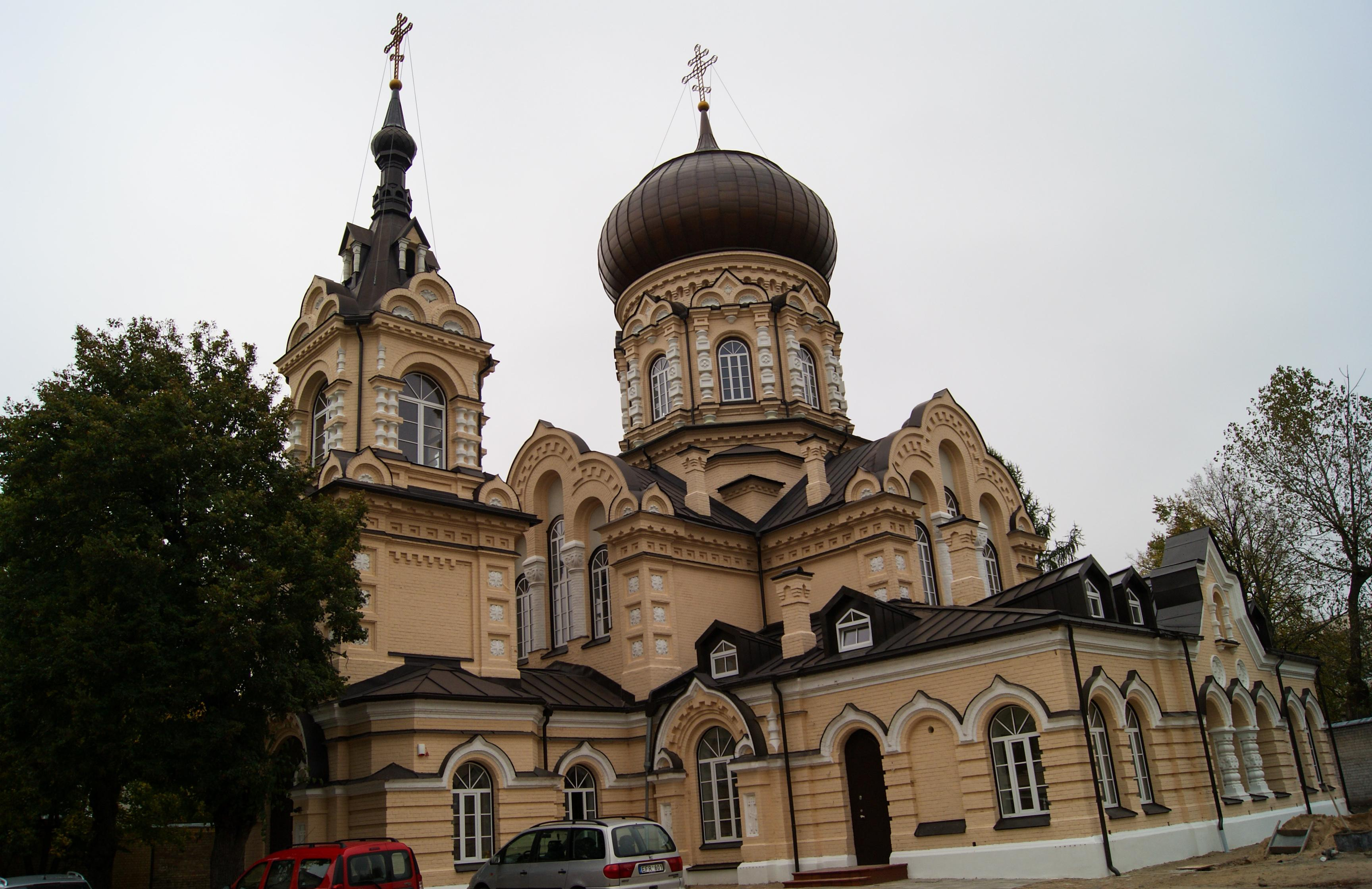
Église Saint-Alexandre-Nevski

L'Église Saint Alexandre Nevski (en lituanien : Šv. Aleksandro Neviškio cerkvė ; en russe : Церковь Святого Александра Невского) est une église orthodoxe de Vilnius. Dédiée au saint Alexandre Nevski, elle a été construite en 1898 et fermée par le gouvernement soviétique en 1959. Après la dissolution de l'Union soviétique en 1991, elle a été rendue à l'Église orthodoxe russe, mais l'intérieur du bâtiment ayant été détruit, elle n'a rouvert comme église qu'en 2012. Elle appartient à la Métropole orthodoxe russe de Lituanie.

## Histoire
En 1895, la Confrérie orthodoxe du Saint-Esprit a fait appel au gouvernement local pour construire une nouvelle église paroissiale orthodoxe dans les quartiers sud de Vilnius. L'année suivante, l'architecte M. Prozorov a mis en oeuvre son projet, une église néo-byzantine en briques et une école paroissiale avec des classes séparées pour les garçons et les filles. Le bâtiment, achevé en octobre 1898, fut consacré le même mois par l'archevêque orthodoxe de Vilnius et de toute la Lituanie.
L'église est restée active pendant la Première Guerre mondiale, lorsque la plupart des églises orthodoxes de Vilnius étaient fermées. L'école fut cependant fermée en 1915. En 1937, ses bâtiments furent reconstruits pour abriter un monastère féminin orthodoxe de Sainte-Marie-Madeleine. Les religieuses, soutenues par la congrégation locale, organisèrent une rénovation générale de l'église et construisirent également un jardin à côté. En 1944, lors du bombardement de Vilnius, l'église fut presque entièrement détruite. Cependant, les religieuses réussirent à reconstruire l'église et elle fut reconsacrée en 1951.
En juin 1959, le gouvernement soviétique annonça la fermeture du monastère et de l'église Saint-Alexandre-Nevski. Les paroissiens adressèrent une lettre à Nikita Khrouchtchev, lui demandant de ne pas liquider la seule église orthodoxe du sud de la ville, mais la demande fut rejetée. Les dernières religieuses quittèrent le monastère en août 1960 et l'église vide fut transformée en entrepôt.
En 1990, l'église Saint-Alexandre-Nevski a été restituée au diocèse de Vilnius de l'Église orthodoxe russe et enregistrée comme église paroissiale. Cependant, en raison du manque de fonds pour la rénovation et de la destruction complète de l'intérieur de l'église, aucun service n'y a été célébré.
En 2012, les travaux de rénovation furent enfin terminés et l'église a rouvert le jour de sa fête patronale, en décembre 2012. Aujourd'hui, c'est à nouveau une église paroissiale.